# Никин, Семён Иванович
Семён Ива́нович Ни́кин (1914—2000) — майор Советской Армии, участник Великой Отечественной войн, Герой Советского Союза (1945).

## Биография
Родился 12 сентября 1914 года в селе Кириллово (ныне — Земетчинский район Пензенской области). После окончания двух курсов рабфака работал токарем в Пензе. В 1936 году призван на службу в Рабоче-крестьянскую Красную Армию. Участвовал в боях советско-финской войны. С июля 1941 года — на фронтах Великой Отечественной войны. В боях три раза был тяжело ранен.
К апрелю 1945 года гвардии майор С. Никин командовал батальоном 66-го гвардейского стрелкового полка 23-й гвардейской стрелковой дивизии 3-й ударной армии 1-го Белорусского фронта. Отличился во время Берлинской операции. 16 апреля 1945 года батальон прорвал мощную немецкую оборону из шести линий траншей с минными полями и проволочными заграждениями, нанеся противнику большие потери (около 750 солдат и офицеров противника) и захватив большие трофеи. В боях на улицах Берлина батальон также неоднократно отличался. 23 апреля 1945 года он отразил 15 вражеских контратак.
Указом Президиума Верховного Совета СССР от 31 мая 1945 года за «образцовое выполнение боевых заданий командования на фронте борьбы с немецкими захватчиками и проявленные при этом мужество и героизм» гвардии майор Семён Никин был удостоен высокого звания Героя Советского Союза с вручением ордена Ленина и медали «Золотая Звезда» за номером 6758.
В 1946 году уволен в запас. Проживал и работал в Бугуруслане, позднее переехал в Солнечногорск. Умер 3 апреля 2000 года, похоронен на Новом кладбище Солнечногорска.
Почётный гражданин Солнечногорска. Был также награждён орденами Красного Знамени, Отечественной войны 1-й и 2-й степеней, Красной Звезды, рядом медалей.